# Courdimanche
 Courdimanche  es una población y comuna francesa, en la región de Isla de Francia, departamento de Valle del Oise, en el distrito de Pontoise, Mancomunidad de Cergy-Pontoise y cantón de L'Hautil.

## Demografía
| 560 | 663 | 725 | 775 | 1622 | 5957 |
| Para los censos de 1962 a 1999 la población legal corresponde a la población sin duplicidades (Fuente: INSEE [Consultar]) |     |     |     |      |      |